# Rachat du premier-né
Le rachat du premier-né (hébreu פדיון הבן, Pidyon HaBen), dans la tradition juive, est un Commandement selon lequel tout père doit racheter à Dieu son garçon premier-né.

## Présentation
Cette tradition ne s'applique pas aux Cohanim et Leviim.

Le Pidyon HaBen est une mitsva, une loi, et est toujours observé aujourd'hui, en particulier par les Juifs traditionalistes, orthodoxes ou massortis. Cette pratique s'inscrit dans une conception plus générale qui veut que chaque premier produit (prémices) du travail de l'Homme ou de ses biens soit consacré à Dieu : 
Tu consacreras à l'Éternel tout premier-né de tes entrailles ; tout mâle, premier-né de tes bêtes, sera à l'Éternel.
(...) Et tu rachèteras tout premier-né mâle parmi tes enfants. Et si, plus tard, l'un de tes enfants te demande : « Que signifie cela ? », tu répondras : « C'est par sa main puissante que יהוה nous a fait sortir d'Égypte, de la maison de servitude. Comme Pharaon refusait obstinément de nous laisser partir, יהוה a fait mourir tous les premiers-nés mâles du pays d'Égypte, les premiers-nés des hommes et des animaux. C'est pourquoi je sacrifie à יהוה tout premier-né mâle, et je rachète tout premier-né mâle parmi mes enfants. »

—  Exode 13:12-15
Dans la Bible hébraïque, les lois concernant la rédemption du premier-né mâle sont mentionnées dans le livre de l'Exode (13:2 ; 13:12-15, 22:29), le livre des Nombres (3:51 ; 8:17 ; 18:15) et le Lévitique (27:25).

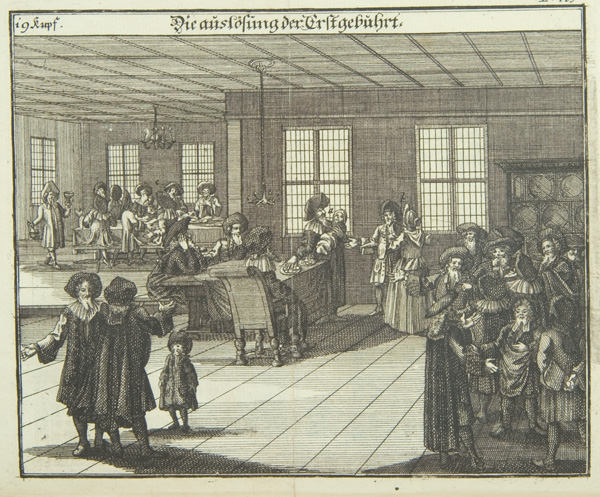
« Présentation du premier-né », Juedisches Ceremoniel par Peter Conrad Monath (Nuremberg, 1724)

Cet enfant mâle doit être le premier-né de sa mère qui n'aura pas fait antérieurement de fausse-couche après 40 jours de grossesse ni subi d'avortement auparavant, et doit être mis au monde par voie basse. Si la fausse couche est survenue entre le 41e jour et le troisième mois de grossesse, le rachat de son fils suivant peut avoir lieu mais la bénédiction dite par le père est omise.
Les Lévites et les Cohanim ne rachètent pas leur fils premier-né lors de la cérémonie du Pidyon HaBen. La raison en est que les Lévites, en tant que substituts du premier-né, sont engagés à exercer un ministère et à assister les Cohanim dans le service divin, et ne peuvent être rachetés de cette obligation de service.
Le premier-né de la fille d'un Lévite ou d'un Cohen n'est pas racheté.
Le rachat du premier-né doit s’effectuer le trente et unième jour après sa naissance, sauf si cela tombe un Shabbat ou un jour de fête juive, auquel cas la cérémonie sera retardée,.
Le rachat du premier-né est estimé à une somme symbolique de 5 sicles d'argent du sanctuaire (ou 100 guéras) pour un mâle d'un mois et au-dessus.

## Calcul du prix de rachat
Nombres 18:16 - « Tu les feras racheter dès l'âge d'un mois, d'après ton estimation, au prix de 5 sicles d'argent, selon le sicle du sanctuaire qui est de 20 guéras ».
Le guéra équivalait à 160 grains d'orge, environ 465 g (16,4 onces ou 1,025 lb).
- 5 sicles X 20 guéras
- 100 guéras X 465 g ou 160 grains d'orge
- 46,5 kg ou 16 000 grains d'orge (*)

(*) C'est à la valeur de l'orge qu'on déterminera l'équivalence en argent. À titre informatif, le prix de l'orge du printemps 2020 s'estimait à 154 €/T.
La somme remise peut être d'une valeur supérieure à celle indiquée pour améliorer la mitsva.

## À qui remettre le rachat du premier-né?

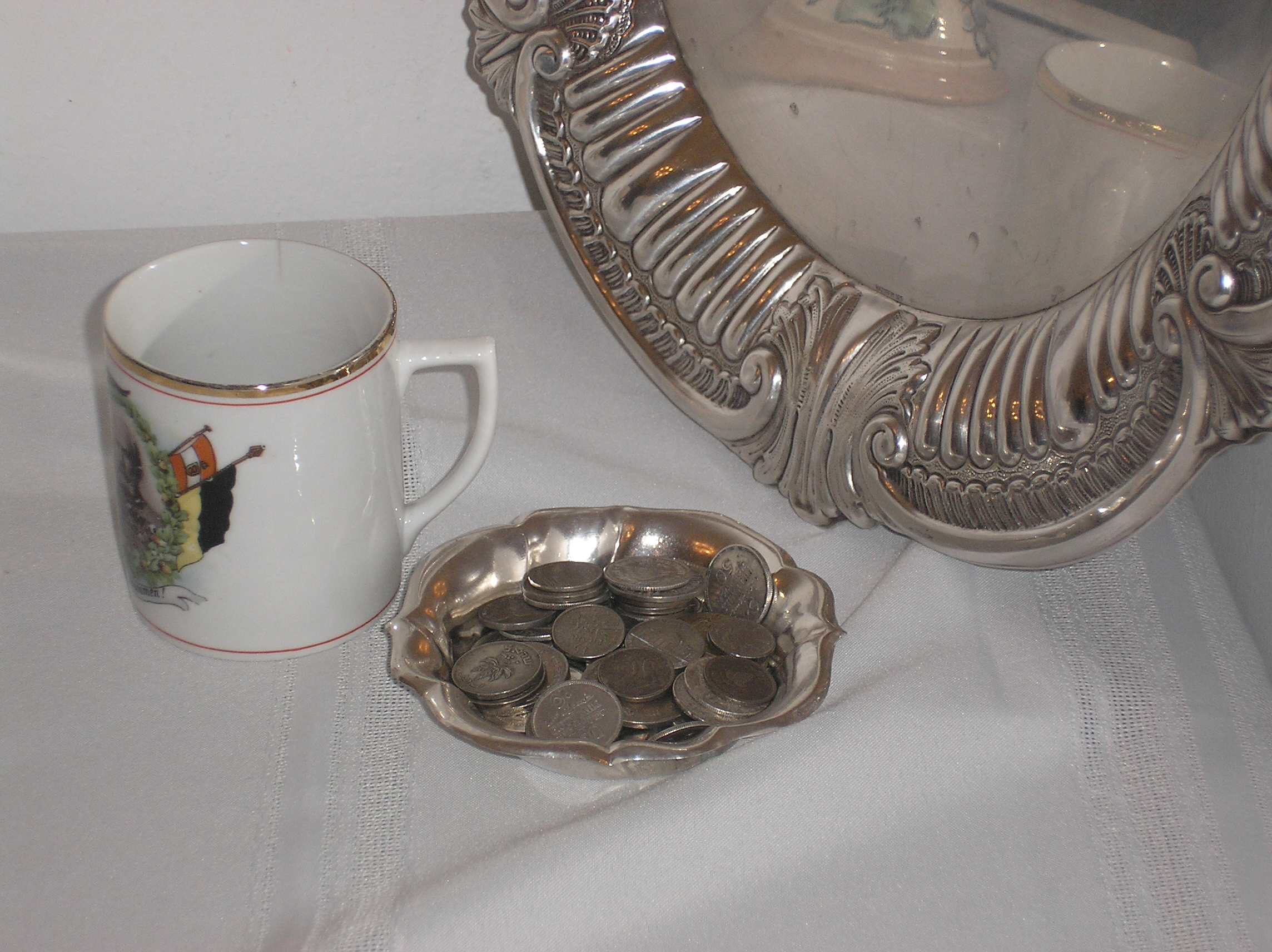
Éléments d'un Pidyon HaBen en 2008

À ceux qui se consacrent au service de Dieu.
À l'origine, le sacerdoce est confié spécifiquement aux Cohanim (c'est-à-dire Aaron et ses descendants, tous prêtres) et parallèlement, les premiers-nés puisqu'appartenant à Dieu sont orientés vers une « conduite sacrée ».
« Voués initialement au service de Dieu et coupables d’avoir adoré le Veau d’or (Deutéronome 10:8), les premiers-nés ont été remplacés par les lévites » qui sont les seuls qui soient restés fidèles à Dieu (Exode 32:26) . Ainsi, à l'époque de Moïse, la tribu qui reçoit le rachat des premiers-nés est la celle de Lévi, dont tous les membres sont entièrement dédiés au sacerdoce et à l'offrande des sacrifices à Dieu (les premiers-nés sont également offerts à Dieu).
De nos jours, il faut utiliser son bon jugement et son bon sens pour déterminer à qui remettre le prix du rachat, à un Lévi ou plus généralement à tout Cohen légitime, Shomer Shabbat et mitzvah, afin que le rachat du premier-né soit agréable devant Dieu.

## Cérémonie

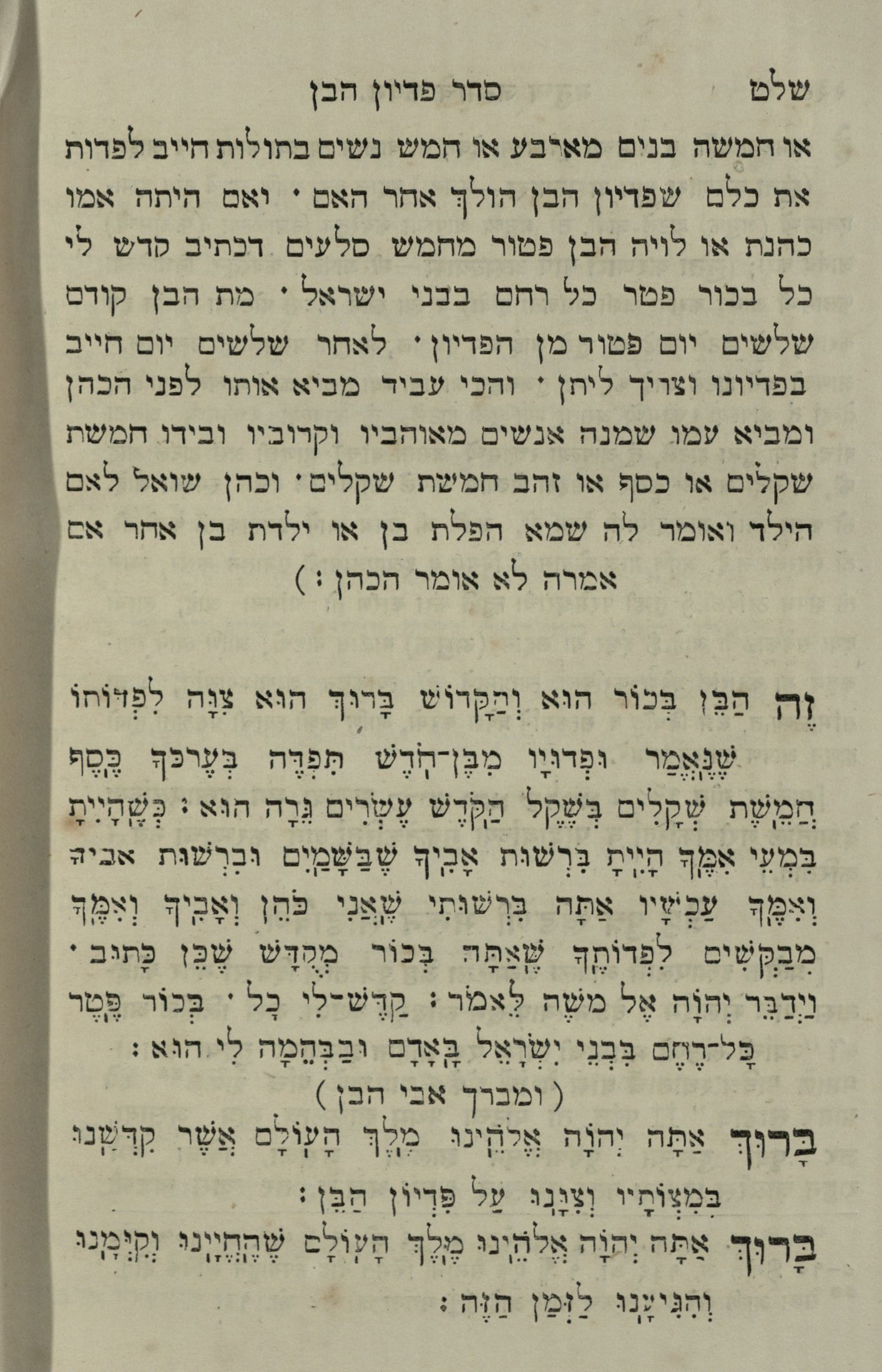
Ordre de rachat d'un fils provenant d'un livre de prières (siddour) indien en hébreu-marathi, traduit par Joseph Ezekiel Rajpurkar en 1889

Chez les Ashkénazes, l'événement commence par un repas de fête, contrairement à une Brit Mila ou à un mariage où le repas suit la cérémonie. Si la famille est sépharade, l'événement commence par la cérémonie. Les aliments étendent la mitsva de la cérémonie à toutes les personnes présentes qui les consomment.
La cérémonie se déroule traditionnellement en présence des membres de la famille et devant un minyan (quorum de 10 hommes) parmi lesquels doit se trouver un Cohen. L'enfant est parfois présenté sur un plateau d'argent, entouré de bijoux prêtés pour l'occasion par les femmes présentes pour embellir la mitsva.
Le nouveau-né vêtu de blanc passe des bras de son père puis à ceux du Cohen, lequel se sera lavé les mains et aura rompu le pain. À ce moment-là (et symboliquement, depuis sa naissance), l'enfant appartient au Cohen. Ce dernier pose au père des questions rituelles pour savoir s'il s'agit bien du premier-né de la mère israélite (sans fausse couche dans le passé). Le père indique qu'il est venu racheter l'enfant selon les directives de la Torah. Le Cohen demande au père ce qu'il préférerait avoir, l'enfant ou les cinq shekels d'argent qu'il devra payer. Le père déclare qu'il préfère l'enfant à cet argent, puis il récite une bénédiction et remet cinq pièces d'argent (ou une quantité équivalente d'argent). Le Cohen détient les pièces de monnaie au-dessus de l'enfant puis déclare que le prix de rachat est reçu et accepté à la place de l'enfant. Il bénit alors l'enfant en disant : « Que l’Éternel te fasse devenir comme Éphraïm et Manassé », en référence à Gn 48:20.